# U-557
| U-557                      | U-557                                                          | U-557                                                          |
| -------------------------- | -------------------------------------------------------------- | -------------------------------------------------------------- |
|                            |                                                                |                                                                |
|                            |                                                                |                                                                |
|                            |                                                                |                                                                |
| Під прапором               | Третій рейх                                                    | Третій рейх                                                    |
| Спуск на воду              | 22 грудня 1940 року                                            | 22 грудня 1940 року                                            |
| Виведений зі складу флоту  | 16 грудня 1941 року                                            | 16 грудня 1941 року                                            |
| Сучасний статус            | затоплений                                                     | затоплений                                                     |
| Проєкт                     |                                                                |                                                                |
| Тип ПЧ                     | Торпедний ДПЧ                                                  | Торпедний ДПЧ                                                  |
| Основні характеристики     |                                                                |                                                                |
| Швидкість (надводна)       | 17,7 вузлів                                                    | 17,7 вузлів                                                    |
| Швидкість (підводна)       | 7,6 вузлів                                                     | 7,6 вузлів                                                     |
| Робоча глибина занурення   | 100 м                                                          | 100 м                                                          |
| Гранична глибина занурення | 220 м                                                          | 220 м                                                          |
| Екіпаж                     | 44 осіб                                                        | 44 осіб                                                        |
| Розміри                    |                                                                |                                                                |
| Довжина найбільша (по КВЛ) | 67,1 м                                                         | 67,1 м                                                         |
| Ширина корпусу найб.       | 6,2 м                                                          | 6,2 м                                                          |
| Висота                     | 9,6 м                                                          | 9,6 м                                                          |
| Середня осадка (по КВЛ)    | 4,70 м                                                         | 4,70 м                                                         |
| Водотоннажність надводна   | 769 т                                                          | 769 т                                                          |
| Озброєння                  |                                                                |                                                                |
| Артилерія                  | одна палубна гармата калібру 88-мм, одна 20-мм зенітна гармата | одна палубна гармата калібру 88-мм, одна 20-мм зенітна гармата |
| Торпедно- мінне озброєння  | 4 носових і один кормовий ТА. 14 торпед або 26 мін             | 4 носових і один кормовий ТА. 14 торпед або 26 мін             |

U-557 — німецький підводний човен типу VIIC, часів  Другої світової війни.
Замовлення на будівництво човна було віддане 25 вересня 1939 року. Човен був закладений на верфі суднобудівної компанії «Blohm + Voss» у Гамбурзі 6 січня 1940 року під будівельним номером 533, спущений на воду 22 грудня 1940 року, 13 лютого 1941 року увійшов до складу 1-ї флотилії. Також за час служби входив до складу 29-ї флотилії. Єдиним командиром човна був корветтен-капітан Оттокар Паульссен.
Човен зробив 4 бойових походи, в яких потопив 6 (загальна водотоннажність 31 729) суден та 1 військовий корабель.
Затонув 16 грудня 1941 року у Середземному морі західніше Криту (35°31′ пн. ш. 23°19′ сх. д. / 35.517° пн. ш. 23.317° сх. д.) після помилкового тарану італійським торпедним катером Orione. Всі 43 члени екіпажу загинули.

## Потоплені та пошкоджені кораблі[3]
| Назва        | Тип            | Належність      | Дата           | Тоннаж (БРТ) | Вантаж                                                           | Статус    | Місце                                                       |
| Empire Storm | торгове судно  | Велика Британія | 29 травня 1941 | 7 290        | 6 494 т зерна та 2 983 т борошна                                 | потоплено | 55°00′ пн. ш. 39°50′ зх. д. / 55.000° пн. ш. 39.833° зх. д. |
| Segundo      | торгове судно  | Норвегія        | 27 серпня 1941 | 4 414        | Баласт                                                           | потоплено | 53°36′ пн. ш. 16°40′ зх. д. / 53.600° пн. ш. 16.667° зх. д. |
| Saugor       | торгове судно  | Велика Британія | 27 серпня 1941 | 6 303        | Генеральні вантажі та 28 літаків                                 | потоплено | 53°36′ пн. ш. 16°40′ зх. д. / 53.600° пн. ш. 16.667° зх. д. |
| Tremoda      | торгове судно  | Велика Британія | 27 серпня 1941 | 4 736        | Генеральні вантажі та військові матеріали                        | потоплено | 53°36′ пн. ш. 18°40′ зх. д. / 53.600° пн. ш. 18.667° зх. д. |
| Embassage    | торгове судно  | Велика Британія | 27 серпня 1941 | 4 954        | 8 540 т генеральних вантажів, включно з вантажівками та літаками | потоплено | 54°00′ пн. ш. 13°00′ зх. д. / 54.000° пн. ш. 13.000° зх. д. |
| Fjord        | торгове судно  | Норвегія        | 2 грудня 1941  | 4 032        | 5 900 т залізної руди                                            | потоплено | 36°21′ пн. ш. 05°10′ зх. д. / 36.350° пн. ш. 5.167° зх. д.  |
| «Галатея»    | легкий крейсер | Велика Британія | 15 грудня 1941 | 5 220        |                                                                  | потоплено | 31°17′ пн. ш. 29°13′ сх. д. / 31.283° пн. ш. 29.217° сх. д. |